# Szachty
Szachty (ros. Шахты; do 1920 Aleksandrowsk Gruszewski, ros. Александровск-Грушевский) – miasto w południowej Rosji, w obwodzie rostowskim, we wschodniej części Donieckiego Zagłębia Węglowego. Znajduje się około 26 km od przejścia granicznego z Ukrainą, 36 km od rzeki Don i 68 km od Rostowa nad Donem. W 2020 roku miasto liczyło 230 262 mieszkańców.
W obwodzie rostowskim Szachty są drugim miastem pod względem powierzchni, trzecim pod względem liczby ludności i czwartym pod względem wielkości produkcji przemysłowej.

## Historia

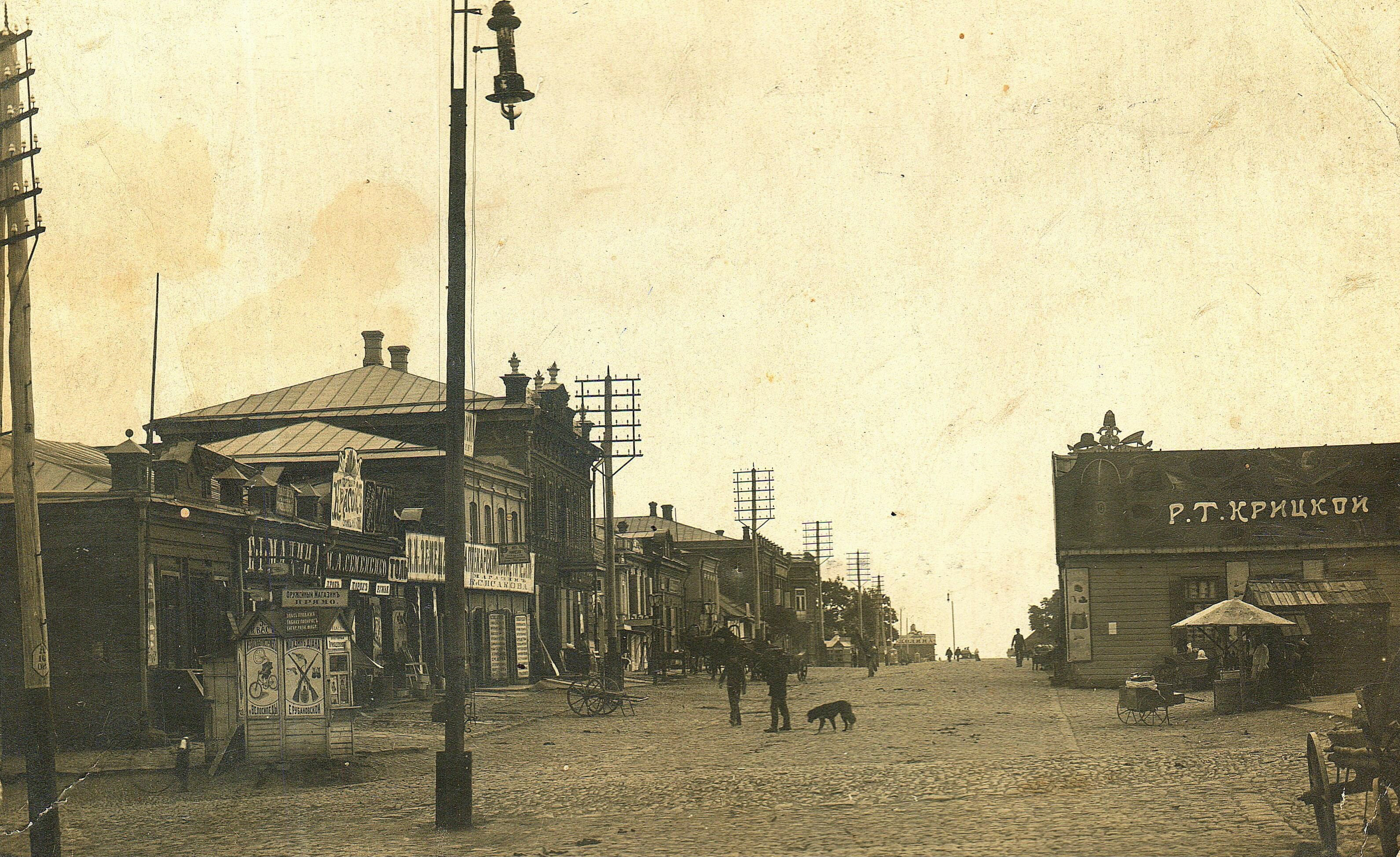
Widok z początku XX wieku

Miasto powstało w miejscu górskich wiosek. Założone zostało w 1867 roku jako osada ze statusem miasta. Od 1881 do 1921 miasto nosiło nazwę Aleksandrowsk-Gruszewskij. W 1921 r. zostało przemianowane na Szachty, co po ukraińsku i rosyjsku oznacza kopalnie. Między 1920 a 1925 r. wchodziło w skład Ukraińskiej SRR, po czym włączono je do Rosyjskiej Federacyjnej SRR.
Przez pewien czas obwód rostowski był podzielony na dwie części – Kameński i Rostowski. Masowe zamknięcia kopalń (w większości w latach 1990–2000) doprowadziły do upadku gospodarczego miasta, przejawiającego się m.in. w likwidacji komunikacji tramwajowej (2001 r.) i trolejbusowej (2007 r.).

## Przemysł
W czasach radzieckich był to prężny ośrodek górnictwa i przemysłu maszynowego w Rosyjskiej Federacyjnej Republice Socjalistycznej. Obecnie poza wydobyciem węgla kamiennego Szachty są ośrodkiem przemysłu maszynowego, materiałów budowlanych oraz lekkiego. W Szachtach znajduje się główna siedziba Przedsiębiorstwa „Gloria-Jeans” zaliczającego się do największych w Rosji producentów i dystrybutorów odzieży oraz obuwia.

## Transport
W mieście znajduje się stacja kolejowa Szachty znajdująca się na linii Liski (Rosja) – Millerowo – Rostów nad Donem, będącej częścią Północno–Kaukaskiej Magistrali Kolejowej.

## Sport
- Buriewiestnik-JuRGUES Szachty - klub piłkarski

## Miasta partnerskie
- Nikopol, Bułgaria